# أندريا هينريتش
أندريا هينريتش (بالألمانية: Andrea Heinrich)‏ هي لاعبة كرة قدم ألمانية، ولدت في 17 فبراير 1972. شاركت مع منتخب ألمانيا لكرة القدم للسيدات. أما مع النوادي، فقد لعبت مع إف إس في فرانكفورت.

## وصلات خارجية
- أندريا هينريتش على موقع عالم كرة القدم.نت (الإنجليزية)